# Glamsbjerg
Glamsbjerg es un pueblo danés perteneciente al municipio de Assens de la isla de Fionia, en la región de Dinamarca Meridional.
Tiene 3217 habitantes en 2016, lo que lo convierte en la segunda localidad más importante del municipio tras la capital municipal Assens.
Se sitúa 10 km al este de Assens, sobre la carretera 168 que une Assens con Odense a través de Bellinge.
Fue fundado en 1884 como poblado ferroviario de la línea Assens-Odense.